# Marcin Niemira
Marcin Niemira (Niemiera) herbu Gozdawa – sędzia drohicki w latach 1623–1633, chorąży mielnicki w 1623 roku. 
Poseł na sejm 1627 roku.